# Los Tres Reyes
Los Tres Reyes fue un trío musical de origen mexicano conformado por los hermanos Gilberto Puente (segunda voz, requinto), Raúl Puente (tercera voz, guitarra), acompañados en su última etapa (15 años) por el cubano Bebo Cárdenas (primera voz, guitarra, maracas).
El trío Los Tres Reyes de Gilberto y Raúl Puente, con Hernando Avilés como primera voz, se integró en octubre de 1958. Para estas fechas Avilés ya era un consagrado de la música romántica, tras su paso como primera voz del Trío Los Panchos junto a Alfredo Gil y Chucho Navarro; mientras tanto, los hermanos Puente apenas comenzaban a entrar en la historia musical de América, pero lo hacían con paso firme y seguro después de haber recorrido, desde adolescentes, un largo camino en ese sentido. Avilés aportaba, a sus 44 años de edad, una de las voces más bellas para el trío; aportaba también su madurez y experiencia, sus múltiples contactos en el medio artístico y su gran prestigio a nivel continental; los hermanos Puente contribuían, a sus 22 años de edad, con su juventud, su reconocido talento y su enorme creatividad. También aportaron, con la aceptación de Avilés, el nombre del trío, que ya tenía un prestigio ganado. Con tal combinación de recursos las posibilidades de éxito se multiplicaban. La formación disfrutó de un éxito esplendoroso hasta que se separó en 1966, reuniéndose posteriormente en 1991, aunque con diferentes cantantes ya que Avilés había fallecido en 1986.
En enero de 2019 el trío musical anunció oficialmente el cese de sus actividades, dada la avanzada edad de sus integrantes fundadores (Gilberto y Raúl). Su último vocalista principal, Bebo Cárdenas, formó la agrupación "La Última Voz de Los Tres Reyes y su Trío" (previa aprobación de Gilberto y Raúl por el uso del nombre), con el fin de preservar el legado musical de los hermanos Puente. Raúl se reunió con Luis Villa para seguir tocando en ocasiones esporádicas. Gilberto se retiró de la música por motivos de salud hasta su fallecimiento el 14 de julio de 2024.

## Historia

### Infancia
Los hermanos Gilberto y Raúl Puente González nacieron en Anáhuac, Nuevo León, México, el 29 de noviembre de 1936 (aunque se identifican públicamente como oriundos de Nuevo Laredo, Tamaulipas). Ambos son gemelos, habiendo nacido Gilberto en primer lugar. Dos años antes había nacido Gustavo, el hermano mayor, en Nueva Rosita, Coahuila, y por último nació Carlos, el último hermano, también en Anáhuac. Sus padres eran don Gilberto Puente Quintero y doña Amparo González González.
Los hermanos Puente vivieron sus 10 primeros años de vida en Anáhuac, habiendo cursado Raúl hasta tercer año de primaria y Gilberto sólo hizo hasta segundo año en la escuela local Benito Juárez. En octubre de 1946 la familia Puente se traslada a Nuevo Laredo y los gemelos son matriculados en la escuela Carlos A. Carrillo. Como Gilberto sólo había estudiado hasta segundo año, ambos hermanos fueron inscritos en tercer año para que, al ser gemelos, estudiasen juntos. De esta forma, Raúl cursa tercer año de primaria dos veces.
De 1950 a 1951 estudian primer año de secundaria en la Escuela Secundaria N.º 1, de donde egresan para estudiar, de 1951 a 1954, la carrera de Contador Privado en la escuela Bernardino del Razo. De 1954 a 1955 estudian inglés en el Holding Institute de Laredo, Texas. Don Gilberto Puente padre, era en Anáhuac el contador. general del Banco de Crédito Agrícola. Posteriormente, en Laredo, trabajó en la Agencia Aduanal Enrique B. Moreno, y luego fue Jefe del Departamento de Glosa de la Aduana Fronteriza.

### Primeras inquietudes musicales
Desde su llegada a Nuevo Laredo en 1946, los Puente empiezan a sentir las primeras inquietudes musicales, siendo influenciados fuertemente por la magia de las guitarras y las voces de los hermanos Martínez Gil. Don Gilberto compró unas guitarras para los gemelos Gilberto y Raúl, y unos bongós a Gustavo, formando un conjunto de son tropical. Es aquí donde Gilberto y Raúl se inician en la ejecución de la guitarra, aunque de una forma totalmente empírica, ya que no tenían ningún maestro que les enseñase un solo tono.
En 1947 comienza a popularizarse la música del Trío Los Panchos en México, lo cual impactó profundamente a los Puente y tratan de imitar al mencionado trío. Su padre los apoya comprándoles los discos que van saliendo al mercado. En 1948 Pepe Villarreal, quien hacía dueto con Reynaldo Treviño, y cantaba en la radioemisora local XEDF (también llamada Radio Ruperto, porque el propietario tenía ese nombre), se convirtió en el primer maestro que tuvieron, ya que él les enseñó sus primeras clases de guitarra, aunque por espacio de sólo seis semanas. Comienzan a tocar y cantar las canciones del Trío Los Panchos con mayores conocimientos musicales, y a partir de allí tuvieron un desarrollo más acelerado en el aprendizaje y ejecución de su instrumento.

### Dueto y trío
Entre 1947 y 1950, Raúl y Gilberto formaron el dueto Los Cuates Puente, haciendo Raúl primera voz y segunda guitarra, y Gilberto la segunda voz y primera guitarra. En 1951 se incorpora Gustavo a hacer trío como tercera voz junto a sus hermanos, llamándose ahora Trío Los Hermanos Puente, con pequeñas presentaciones locales, además de radioemisoras y fiestas familiares y escolares. El trío funcionó hasta 1952, año en que Gustavo se marcha a Monterrey para comenzar sus estudios profesionales en Odontología.
A los 15 años de edad, aproximadamente, Gilberto comienza a retirarse paulatinamente de la imitaición de otros tríos y, a la vez, empieza a incursionar en la creatividad de sus propios requinteos y sus propios arreglos. Tras el retiro de Gustavo, se integra como primera voz el joven Hermilo "Milo" García; Gilberto se mantiene en segunda voz y Raúl pasa a la tercera. Esta nueva formación se llamó Trío Puente García, la cual funcionó desde finales de 1952 hasta 1954, logrando grabar un sencillo con la ayuda de Felipe "Charro" Gil (hermano de Alfredo "Güero" Gil, el requintista del Trío Los Panchos), aunque sin trascendencia comercial.
En 1955 García es sustituido por José Porras y así comienzan los intentos por profesionalizarse. En esta época el trío ya es conocido en el área de la frontera, Nuevo Laredo, Piedras Negras y San Antonio. En agosto de 1956 el trío se traslada a Ciudad de México para grabar dos sencillos, acompañados por Fernando Z. Maldonado al piano. Estas grabaciones tampoco tuvieron éxito comercial.

Es en este tiempo (1956) cuando Chelo Silva, cantante que tuviera en esos años una época de grandes éxitos en el norte de México, se fija en Raúl y Gilberto. Ello ocurre en razón de que el trío que acompañaba a Chelo Silva en sus presentaciones, Los Príncipes, de Reynosa, Tamaulipas, tuvo problemas con su ingreso a Estados Unidos, por lo que Arnaldo Ramírez, de Discos Falcón, casa en la que grababa la artista, busca quien sustituya al trío. Es en Laredo, Texas, donde el señor Marcelino Rodríguez, dueño de una casa distribuidora de discos, le comenta a los interesados que en Nuevo Laredo hay un trío que podría acompañarla en las grabaciones que ella pensara hacer. Chelo Silva les da cita en Laredo, Texas, y queda muy complacida del ensayo que llevaron a cabo, habiéndolos invitado para que la acompañaran en diversas giras que tenía que hacer -en las que se presentaron como Los Príncipes, y en la grabación de su siguiente disco. La grabación, un long play, se hace en México, para discos Columbia, con los ritmos de Polo Gil y el Conjunto Batachá, grupo que acompañaba también en sus grabaciones a Los Panchos. En la época de grabaciones y presentaciones con Chelo Silva el trío se llamó, en diferentes momentos -aparte de Los Príncipes-, Los Puente, Los Pochos y Trío Laredo.
Gustavo Puente, citado de "Los Tres Reyes: El Último de los Grandes Tríos", por Gustavo Leal Benavides

### Hacia Ciudad de México
En enero de 1957 los hermanos Puente deciden ir a probar suerte por su propia cuenta a Ciudad de México. Con el propósito de obtener sustento en la capital mexicana, don Gilberto les consiguió trabajo en el Banco Intercontinental. Sin embargo, los gemelos Gilberto y Raúl buscaban seguir su verdadera vocación antes de quedarse trabajando detrás del escritorio de una oficina bancaria. Es así como en marzo del mismo año forman trío con Antonio Velázquez (ex primera voz de Los Tecolines) y se presentan en el Auditorio Nacional. Durante el año, por diversas circunstancias, tendrían frecuentes cambios de primeras voces.
En ese mismo mes de marzo entran a trabajar al centro nocturno "Los Globos" en avenida Insurgentes, con Raúl Solís como primera voz. El trío ahora se llamó Los Puente. Una noche llegó al local Alfredo "Güero" Gil -en esa época ya consagrado en el continente americano como un gigante de la música romántica popular-, los oyó tocar y enseguida les habló a Chucho Navarro y Hernando Avilés para que viniesen a oír cómo tocaban los hermanos Puente, quienes ya se distinguían en "Los Globos" por la alta calidad técnica de sus ejecuciones. El "Güero" Gil, además de darles una propina de 100 pesos, les dijo con su voz autorizada algo muy gratificante para unos jóvenes de 21 años, aspirantes a ser un trío de renombre en el ambiente artístico de México: "Ustedes serán el trío del futuro". Ni Avilés, allí presente, pudo haber pensado que él iba a ser -relativamente pronto, el año siguiente- la primera voz de ese trío que llegó a ser el más famoso e importante de su tiempo, el cual le permitiría reverdecer los laureles conquistados con el legendario Trío Los Panchos.
Durante 1957 participan sucesivamente como primeras voces, además de Antonio Velázquez y Raúl Solís, Jesús "Chucho" Gutiérrez, quien es integrante del trío cuando hacen las grabaciones con Virginia López y es ahí cuando el trío adopta el nombre de Los Tres Reyes; Jesús "Chucho" Flores, exintegrante de Los Tres Vaqueros, nombre que utilizaban alternado con el de Los Magos; y finalmente Humberto Urbán, quien duró más tiempo entre todos los primeras voces anteriores (desde octubre de 1957 hasta abril de 1958). Con Urbán grabaron 4 canciones que más tarde formarían parte del primer LP de Los Tres Reyes.

### Virginia López
A mediados de 1956, las canciones de Virginia López comenzaron a sonar con bastante frecuencia en México. En sus grabaciones hechas en Nueva York fue acompañada por dos tríos llamados Casino Tropical y Los Tres Reyes (este último estaba integrado por Enrique Vásquez, Pablo Carballo y Miguel Ángel Amadeo, y aún no tenían nada que ver con los hermanos Puente).
Virginia López había sido contratada para actuar en el Teatro Lírico de México. Charlie López, esposo de Virginia, se encontraba en búsqueda de un trío para que la acompañara durante sus presentaciones en la capital mexicana. Casualmente se encuentra con Raúl Puente -ambos sin conocerse siquiera- y le refiere el motivo de su búsqueda. Raúl inmediatamente se ofreció a sus órdenes y ambos buscaron a Gilberto para ponerse de acuerdo y hacer las pruebas. Eran los días cuando el trío tenía como primera voz a Raúl Solís. Una vez establecido el compromiso con Virginia López, la cantante les sugiere que se llamen Los Tres Reyes, ya que ese era el nombre del trío con el que ella grababa en Nueva York. El trío adopta el nombre propuesto, siendo registrado en la Asociación Nacional de Actores (ANDA) por Gilberto y Raúl. Virginia López por aquel entonces ya era una figura destacada en el ambiente artístico, por lo cual los hermanos Puente estaban dando un paso muy importante en su carrera al convertirse en sus acompañantes musicales. Ensayan y se presentan durante ocho meses en el Teatro Lírico, desde agosto de 1957 hasta abril de 1958. Gilberto ejecuta en estas presentaciones los requinteos creados por los acompañantes originales de Virginia López.
En abril de 1958, la relación entre los hermanos Puente y Virginia López llega a su final tras un requerimiento de la cantante, en el cual solicita que uno de los integrantes de Los Tres Reyes sea sustituido por un artista puertorriqueño a quien ella deseaba integrar. El trío decide renunciar y López los reemplaza con otro trío al cual ella también llama "Los Tres Reyes". A raíz de este suceso, Gilberto y Raúl la demandan ante la ANDA por uso indebido del nombre, resultando el juicio a favor de los hermanos Puente.